# Forces de l'Iraq Lliure
Les Forces de l'Iraq Lliure és una organització militar iraquiana creada pels Estats Units d'Amèrica amb exiliats iraquians, que constitueix la branca armada del Congrés Nacional Iraquià dirigit per Ahmed Chelabi.
Entrenats en un campament d'Hongria, uns set-cents soldats que formaren el nucli essencial d'aquestes forces, foren enviats a l'Iraq abans del final de la guerra (2003), però no van jugar cap paper rellevant. Se'ls va acusar de participar en saqueigs.